# Anneau epsilon

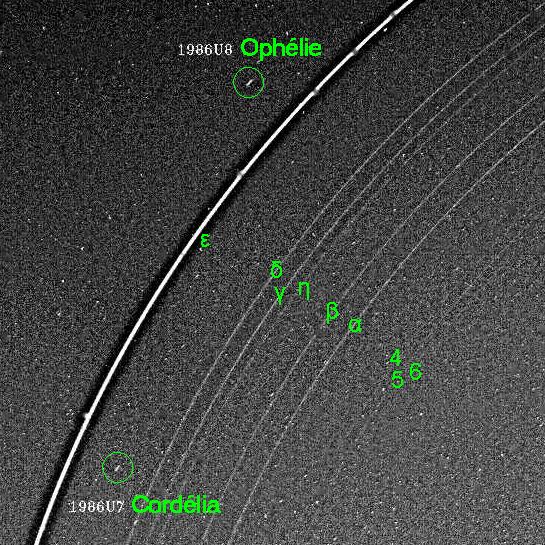
Photographie du système d'anneaux uranien ; l'anneau epsilon et ses satellites bergers Cordélia et Ophélie sont visibles sur les côtés haut et gauche.

Pour les articles homonymes, voir Epsilon (homonymie).
L'anneau epsilon (ou anneau ε) est le plus dense et le plus brillant des anneaux d'Uranus. Il est aussi le plus externe des anneaux principaux d'Uranus et le seul pour lequel deux satellites bergers ont pu être clairement identifiés : Cordélia, à l'intérieur, et Ophélie, à l'extérieur.

## Caractéristiques
L'anneau epsilon orbite à 51 149 km du centre d'Uranus (soit 2,006  fois le rayon de la planète), après l'anneau lambda. Il s'agit du plus externe des anneaux internes de la planète ; l'anneau suivant, nu, orbite à près de 15 000 km de distance (l'anneau lambda n'est distant que de 1 000 km).
Bien que fin en comparaison des anneaux d'autres planètes (ceux de Saturne, par exemple), l'anneau epsilon est nettement plus large que la plupart des autres membres du système annulaire uranien, avec 20  à   100 km de large.
L'anneau epsilon est gardé par les satellites bergers Cordélia (bord intérieur) et Ophélie (bord extérieur).
Sa température est de 77,3 ± 1,8 K.

## Découverte
L'anneau ε est découvert par hasard, le 10 mars 1977, en même temps que les anneaux α, β, γ et δ, alors que les astronomes James L. Elliot, Edward W. Dunham et Douglas J. Mink étaient embarqués à bord de l'Observatoire aéroporté Kuiper. Alors qu'ils observent l’occultation de l’étoile SAO 158687 par Uranus pour en étudier l’atmosphère, l'étoile est brièvement masquée à cinq reprises avant et après l’occultation par Uranus ; les trois astronomes concluent à la présence d’un système d’anneaux étroits, le premier et le dernier de ses scintillements correspond à l'occultation induite par l'anneau ε,,. 
De fait, ce système d’anneaux autour d’Uranus est mentionné pour la première fois dans les notes de l'astronome William Herschel, au XVIIIe siècle, dans lesquelles il consigne ses observations de la planète : « 22 février 1789 : on soupçonne l'existence d'un anneau ». Herschel dessine un petit schéma de l’anneau et note qu’il « tire un peu sur le rouge ». Ceux qui créditent Herschel de cette découverte avancent comme argument que l'astronome a donné des descriptions exactes de l’anneau ε, de sa taille par rapport à celle d’Uranus, de ses changements d’aspect le long de l’arc d’orbite observé, et de sa couleur. Cependant, entre 1797 et 1977, soit pendant presque deux siècles, les anneaux ne sont presque jamais plus mentionnés. La véracité de l'observation initiale des anneaux par Herschel, que plusieurs générations d'astronomes ne sont pas parvenus à confirmer par la suite, est mise en doute par la communauté scientifique : Herschel ne pouvait pas avoir découvert l'anneau ε ni aucun des anneaux d'Uranus, compte tenu des limitations des instruments de l'époque. 
En 1986, l'anneau ε est directement observé par la sonde spatiale Voyager 2 qui traverse le système d’Uranus,. D'autres observation directes de bonnes précision sont le fait du télescope spatial Hubble, entre 2003 et 2005.